# Miquel Garrobé i Fargas
Miquel Garrobé i Fargas (Barcelona, 10 de juny de 1904 - 1954) fou un futbolista català de la dècada de 1920.

## Trajectòria
Començà la seva trajectòria al CE Júpiter on jugà entre 1921 i 1923. Aquest darrer any ingressà al CE Europa, on jugà fins al 1924. Les seves bones actuacions el portaren a fitxar pel València. Miquel Garrobé fou un dels primers professionals que importà el València CF de Catalunya. Debutà amb el València el 3 de febrer de 1924 enfront del Reial Oviedo. Jugà quatre temporades i mitja al club merengot, abandonant l'entitat amb 24 anys, després de baixar el seu rendiment. Acabà la seva carrera al CD Extremeño, on fou jugador i entrenador, i a la Gimnástica de Torrelavega. També jugà amb la selecció catalana de futbol.
Jugà un partit amb la selecció espanyola B el 29 de maig de 1927 a l'estadi Metropolitano de Madrid enfront Portugal (1-0).